# Field Marshal Montgomery Pipe Band
Le Field Marshal Montgomery Pipe Band est un pipe band de première catégorie, basé à Lisburn, en Irlande du Nord. Il a été nommé ainsi en l'honneur du Maréchal Montgomery. Il a été 13 fois champion du monde, ce qui en fait le troisième pipe-band de compétition le plus titré, derrière le Strathclyde Police Pipe Band et le Shotts and Dykehead Caledonia Pipe Band (en).

## Histoire
Le pipe band est fondé en 1945 dans le townsland de Drumalig, à quelques kilomètres de Carryduff (en), dans la banlieue de Belfast. Un groupe de fils de fermiers décide de former un groupe et de le baptiser du nom du maréchal Bernard Montgomery. Les jeunes écrivent à Montgomery pour lui demander la permission d'utiliser son nom - autorisation qu'il donne, ajoutant en outre un don de dix shillings à leur fonds. Dans les années qui suivirent, le pipe band grandit avec succès en qualité, dirigé par son premier pipe major, Billy Maxwell, qui en devient plus tard président, puis par Sandy Cumming,.
Vers 1970, le pipe band  fusionne avec le Raffrey Pipe Band pour devenir Freymont, qui joue en Niveau 3, mais en 1976, il est décidé de re-former le groupe sous le nom de Field Marshal Montgomery, sous la direction de Ricky Newell, en raison de l'équilibre des musiciens dans Freymont. Sous la direction de Newell, le band est promu au niveau 2, mais au milieu de l'année 1981, Newell quitte le band à la suite d'un désaccord et Richard Parkes devient pipe major,. Field Marshal est promu au niveau 1 à la fin de l'année 1985, remportant son premier championnat majeur de niveau 1 à Cowal en 1990, son premier championnat du monde en 1992, puis tous les championnats majeurs en 1993,.
De 2010 à 2009, le pipe band remporte 28 championnats majeurs, dont quatre championnats du monde et cinq titres de vice-champion. En 2004, le Pipe Major Richard Parkes est victime d'un accident vasculaire cérébral et le pipe band est dirigé par Alastair Dunn jusqu'à ce que Richard Parkes se rétablisse et conduise le groupe à remporter les trois derniers championnats majeurs de la saison. Parkes a été décoré d'un MBE dans les Birthday Honours de 2004 (en) pour les services rendus à la musique de pipe band en Irlande du Nord,.
Le pipe band a remporté les championnats du monde en 1992, 1993, 2002, 2004, 2006, 2007, 2011, 2012, 2013, 2014, 2016, 2018 et 2022, devenant ainsi le premier ensemble à remporter toutes les compétitions majeures en une seule année plus d'une fois, ajoutant des Grands Chelems en 2011 et en 2013 à leur premier Grand Chelem en 1993,,. 2013 a également été la première année où le Drum Corps a remporté le titre mondial.

## Composition
En 2014, l'ensemble incluait des pipe majors, un pipe sergent et un drum major, ainsi que vingt-six cornemuseurs, douze percussionnistes, sept membres au ténor et à la basse,. Le membre le plus jeune avait 16 ans et le plus âgé 57 ans.

## Pipe Majors
- William Maxwell (1945-1970)
- Sandy Cumming (1970-1975)
- Ricky Newell (1975-1981)
- Richard Parkes MBE (1981-aujourd'hui)

## Premiers batteurs
- Donald McKay (1945-1950)
- Jim McMinn (1950-?)
- Bill Russell
- Jackson Shaw
- Harry Russell (?-1975)
- Richard Coffey (1975-1979)
- Gordon Parkes (1979-1998)
- Andrew Scullion (1998-2002)
- Keith Orr (2002-2022)
- Gareth McLees (2022-aujourd'hui)

## Discographie
- Debut (1991)
- Live In Concert (1996)
- Unplugged (2002)
- Re:Charged (2007)
- IMPACT (2016)